# Inland Empire (Film)
Inland Empire (Alternativtitel: Inland Empire – Eine Frau in Schwierigkeiten) ist ein englischsprachiger Thriller des Regisseurs David Lynch aus dem Jahr 2006 mit Laura Dern in der Hauptrolle. Der Film ist eine Produktion von Studio Canal im Verleih von Canal+. In den USA verleiht Lynch den Film über seine eigene Firma Absurda an ausgewählte Kinos, in Deutschland hat Concorde Film den Verleih des Films übernommen. Die Weltpremiere fand am 6. September 2006 bei den Filmfestspielen von Venedig statt. In den USA feierte der Film beim New York Film Festival am 29. September 2006 Premiere und kam im Dezember 2006 in die dortigen Kinos. In Deutschland startete Inland Empire am 26. April 2007.

## Inhalt und Handlungsdetails

### Einleitung
Der Film beginnt mit dem Blick auf eine Tonabnehmernadel in einer Plattenrille und mit einer Frau, die ein altes polnisches Volkslied singt: „Ein kleines Mädchen wollte spielen, doch sie ging verloren, als wäre sie nur halb geboren …“. Dann sieht man ein Paar, dessen Köpfe unkenntlich gemacht sind, während sie über Sex reden. Es folgt der Blick in einen Wohnraum, in dem sich drei Menschen mit Hasenköpfen befinden. Die drei Hasen-Menschen sitzen entweder regungslos auf einem Sofa oder bügeln. Diese Szenen sind der Kurzfilmserie Rabbits, die David Lynch 2002 auf seiner Website veröffentlichte, entnommen.

### Der Film im Film
Dann sieht man die Hauptfigur des Films, Nikki Grace, die in Kürze eine Affäre mit einem Schauspielkollegen beginnen wird. Nikki war vor Jahren eine renommierte Hollywood-Schauspielerin, die durch ihre Heirat mit einem polnischen Mann vermögend wurde. Das Paar wohnt in einer herrschaftlichen Villa mit Dienstpersonal. Es beginnt eine Geschichte von Dreharbeiten zu einem großen Kinofilm. Nikki bekommt die Chance auf ein großes Leinwand-Comeback in dem Film On High in Blue Tomorrows. Bald darauf stellt sich heraus, dass es sich bei dem Film offenbar um ein unautorisiertes Hollywood-Remake des deutschen Films 4-7 (ausgesprochen „vier sieben“) handelt. Der Regisseur behauptet, die Produzenten hätten auch ihn zunächst in Unkenntnis darüber gelassen. 4-7 sei niemals beendet worden, da die Hauptdarsteller zu Tode gekommen seien, bevor der Film fertig gedreht war.
Auch dieses Mal werden die Dreharbeiten mit jedem Drehtag mysteriöser; Wirklichkeit und Filmfiktion beginnen sich für Nikki zu überschneiden – auch deshalb, weil Nikki und Sue denselben Ehemann namens Piotrek Krol (poln. Królik – Kaninchen) haben. Auch Zeit und Raum verschieben sich für sie, indem sie auf Susan „Sue“ Blue, ihr früheres Ich, trifft. Fordern die verstorbenen Akteure des früheren Films Tribut? Mehrmals tauchen die drei Hasen-Menschen auf und geben allerlei rätselhafte Äußerungen von sich, während vom Band aus dem Off hierzu Konservengelächter eingespielt wird. Immer wieder stellt Nikki entsetzt fest, dass sie sich in der Filmhandlung befindet, obwohl sie längst wieder in ihrer persönlichen Wirklichkeit sein müsste. Der Film zeigt Nikkis Weg durch etliche Flure, ihren Blick in Fenster und Räume (darunter ist auch die für Lynch-Filme typische „Red Lodge“, in der selten etwas anderes passiert, als dass Menschen voller Panik in den Augen verharren).
Nikki sieht bei ihrem Weg durch das Inland-Empire-Labyrinth junge nackte Mädchen, die ihr raten, mit einer Zigarette ein Loch in Seide zu brennen, um durch das Loch in die Zukunft zu blicken, sie begegnet einem Grammophon-Phantom und später dessen Schwester, hat eine mysteriöse Nachbarin, die unangemeldet in Nikkis Wohnung steht, um diese vor der Annahme der neuen Rolle zu warnen, und die ihr zudem aufgibt, Parabeln zu lösen. Auf ihrem Weg sieht Nikki bzw. Susan die Geschichte eines von Ost-Europa ausgehenden Prostituiertenhändlerrings, der von Zirkusclowns geleitet wird, entdeckt den Zirkus („Cyrk Zalewsky“) in einer Fabrikhalle und stellt fest, dass 4-7 ursprünglich in Łódź/Polen gedreht worden war. Ebenso ist 47 die Nummer des Hotelzimmers, in dem die früheren Morde geschahen.
Mit fortschreitender Dauer des Films spürt Nikki, dass ihre Suche nach der eigenen Identität in den einzelnen Filmwelten hintergründig eine Konfrontation mit ihren eigenen Ängsten ist. Dies ist der rote Faden des Films: Weshalb hat der Mensch Angst, und wovor. Nikki hält dabei nur die einzelnen Teile des Films zusammen, spielt einmal die Dame aus feiner Gesellschaft und dann wieder eine Prostituierte. Die Schlüsselszene für Nikki ist eine Passage auf dem Walk of Fame in Hollywood, in welcher ihr (oder Sue?) ein Schraubenzieher in den Leib gestochen wird. Sie verblutet hilflos zwischen Obdachlosen, bis eine Kamera sichtbar wird, die das Ganze als Filmszene entlarvt. Nikki jedoch scheint auch nach dem Ende der Dreharbeiten noch in der Filmwelt gefangen zu sein.

### Ausklang
Am Ende des Filmmonuments singen Prostituierte den Song Sinnerman von Nina Simone, und ein Mann mit einer roten Wollmütze zersägt ein Holzscheit, was Assoziationen zu den Lynch-Filmen Twin Peaks und Blue Velvet zulässt. Lynch selbst erklärte, die Szene solle „Ruhe und Frieden“ ausstrahlen. In der letzten Szene sitzt Nikki entspannt mit Nastassja Kinski auf einem Sofa am anderen Ende des Raumes, in dem man sie während des Filmes oft voller Angst gesehen hatte, und sie hat ihr Trauma (manifestiert in Lynchs Filmsong Ghost of Love mit dem einprägsamen Text „Strange what love does…“) überwunden: Eine Frau in Schwierigkeiten wurde dadurch gerettet, dass sie am Ende doch geliebt wird.

## Hintergründe

### Handlung
Ein wichtiger Aspekt in der Handlung des Films ist, dass es sich um ein sich wiederholendes Ereignis rund um die Geschehnisse bei den Dreharbeiten zum Original des Films handelt, bei dem beide Hauptdarsteller ums Leben kamen, bevor der Film fertiggestellt werden konnte. Dabei wird durch verschiedene Zeitebenen eine durchgängige Handlung transportiert. Lynch sagte in einem Interview mit „Spiegel Online“, Inland Empire sei durchaus als Pendant zu Mulholland Drive (2001) zu sehen. Einige Kritiker gehen sogar so weit, Inland Empire als Abschluss einer Lynch-Trilogie zu sehen, die er mit Lost Highway (1996) begonnen und mit Mulholland Drive fortgesetzt habe.
Die unzähligen miteinander verzahnten Handlungsstränge und Handlungswechsel lassen über die 180 Minuten Dauer Raum für umfangreiche Interpretationen. Lynch selbst hat bei der Premiere seines Films erklärt, er könne nicht sagen, wovon Inland Empire handle. Dies müsse jeder Zuschauer für sich selbst herausfinden. Inland Empire sei ein Blick durch „verschwommene Scheiben des menschlichen Ichs auf dunkle Abgründe“.
Ähnlich im Interview mit „Die Welt“: „Ich weiß, was ‚Inland Empire‘ für mich bedeutet. Aber das verrate ich nicht […] Die Zuschauer müssten stärker ihrer Intuition vertrauen. Denn im Grunde wissen sie viel mehr, als sie glauben, aber sie gestehen es sich nicht ein.“

### Titel
Der Filmtitel bezieht sich auf einen Landstrich Südkaliforniens, welcher östlich von Los Angeles die Landkreise von Riverside und San Bernardino umfasst. Lynch hat in einem „Spiegel Online“-Interview gesagt, dass ihn die Hauptdarstellerin Laura Dern auf diesen Titel gebracht hat, als sie ihn eines Tages besuchte und darüber informierte, dass sie aus dem Inland Empire östlich von Los Angeles in seine Nachbarschaft gezogen sei. Lynch hat zwar festgelegt, dass sein Inland Empire immer in Großbuchstaben geschrieben werden soll, hat jedoch seine Äußerung, er habe dies aus rechtlichen Überlegungen festgelegt, inzwischen zurückgenommen. David Lynch deutete in Venedig an, Inland Empire könne man im weitesten Sinne als Synonym für das Hauptfilmthema, die vom menschlichen Körper Besitz ergreifende Panik und Angst sehen. Nach Worthmann sei das Inland Empire im übertragenen Sinn das menschliche Bewusstsein als „das Universum, das wir alle im Hirn haben“ (Regisseur, Kinogänger, wie auch Figuren).
Auch Hollywood, beliebter Schauplatz für Lynch-Filme, kann als „binnenländisches Imperium“ gesehen werden.

### Musik
Angesprochen auf die Filmmusik und ihre Wirkung sowohl auf die Filmhandlung als auch auf den zuschauenden Betrachter des Films, erwähnte Lynch den Film Koyaanisqatsi von Godfrey Reggio und erklärte, bei Inland Empire habe er eine ähnliche Verbindung zwischen Bildern und Musik erreichen wollen.
Little Evas Locomotion erklingt unvermittelt in einer surrealen Tanzeinlage als stärkster optimistischer Kontrapunkt zu den sonst düsteren Szenen des Films. Der Tanz zur Musik wird ausschließlich von jungen Frauen getanzt, die sonst auf anderen, vorwiegend in Braun und Grau getauchten Realitätsebenen des Films als Prostituierte auftauchen. Little Evas einfacher, aber mit positiver Energie geladener Song Locomotion erhält durch den Kontrast zur eher tristen Realität von Inland Empire einen herausragenden Status als Symbol für eine bessere Welt, wie sie in den USA der 60er Jahre existiert haben mag und am Ende des Films  wieder auftaucht. Weiterhin fanden Kompositionen von Penderecki und Lutosławski Verwendung.

## Reaktionen und Kritik
Schon bei der Biennale in Venedig, wo der Film mit seinen „wenigstens drei Realitäten“ (Worthmann) Anfang September 2006 erstaufgeführt wurde, löste er unterschiedliche Reaktionen aus. Einig waren sich Kritiker wie Publikum aber über die herausragende schauspielerische Leistung von Laura Dern.

„David Lynch fächert noch einmal sein gesamtes Œuvre auf und setzt sich mit Gewalt und Hollywood-immanenten Themen auseinander. Dabei findet er aber letztlich zu keiner verbindlichen Einheit; sein Film erscheint als intellektuelles Spiel, das sich selbst nicht ganz ernst nimmt.“

„Der Albtraum geht weiter und weiter – tatsächlich drei Stunden lang. […] Ich habe oft mit zusammengekniffenen Hinterbacken gewimmert vor Furcht, was als nächstes passiert […] ein gigantisches anarchisches Spektakel einzig und allein der Desorientierung“

„[Lynch] macht vielfältige und bemerkenswerte Filme, die in deinen Kopf vordringen und kaum jemals wieder abzuschütteln sind. […] Lynchs Filme berühren irgendetwas Ursprüngliches. […] Das ist nichts für den Gelegenheitszuschauer.“

„Es ist eine Geschichte in einer Geschichte in einer Geschichte in einer Geschichte, die mehr oder weniger die Geschichte ist, die vor der ersten Geschichte lag. […] Aber damit ist nicht mehr gesagt als die Behauptung, eine Chopin-Etüde folge einer musikalischen Logik, um genau dorthin zu gelangen, wo auch die musikalische Logik nicht mehr zählt. […] Laura Dern ist dabei die perfekte ‚Lynchian woman‘; es ist […] die Bereitschaft, das Subjekt und das Objekt des Märchens der Exploration zugleich zu sein. Komplizin in einer Forschungsreise und Opfer gleichermaßen. Lynch bedankt sich mit einer Zärtlichkeit, die er bislang noch keinem seiner Frauencharaktere gegenüber gezeigt hat“

„‚Inland‘ wirkt, als ob Lynch lediglich Substantive liefere und wir Zuschauer aufgefordert seien, sie mit Hilfe eigener Verben und Adjektive in einen sinnvollen Zusammenhang zu bringen […] Am ehesten erinnert ‚Inland‘ an die écriture automatique der Surrealisten […] kein Film, den man liebt. Den man bewundert, vielleicht, mit dem man vor allem aber kämpft.“

„Die siebte und allerhöchste Bewusstseinsstufe innerhalb der ‚Transzendentalen Meditation‘ ist das sogenannte Einheits-Bewusstsein. Wer zu dieser Stufe vorstößt, erlebt alle Formen des Lebens als Erscheinungen desselben kosmischen Seins; die Grenzen zwischen äußerer und innerer Realität lösen sich auf; das eigene Selbst spiegelt sich in den Dingen der Welt. […] Wenn alles miteinander verbunden ist und alle Welt in einen Kopf passt, dann darf der Regisseur sich mit seinem Material auch große Sprünge leisten, gewaltige Bögen schlagen, Fragmente auf diverse Umlaufbahnen schicken und still darauf vertrauen, dass der innere, der universelle Zusammenhalt doch irgendwie bestehen bleibt.“

„Man zögert erst mal, jemanden in diesen Film zu schicken. Er ist monströs, pathetisch, überladen, komisch, brutal. Er kennt kein Mitleid mit den Zuschauern, kein Entgegenkommen.“

„David Lynch amüsiert sich mit seiner neuen DV-Kamera und seiner alten Freundin Laura Dern […] Dabei ist das vermeintlich existenziell Erschreckende von einem lakonischen Einverstandensein mit der kompletten Lächerlichkeit dieser Idee nicht mehr zu unterscheiden. […] Leider auch nicht über alle Maßen lustig.“

„[Eine] Drei-Stunden-Bestie von einem Film“

Die Zeit zeigte sich von der neuen DV-Optik nicht restlos begeistert: „Trotzdem weint man Lynchs Zelluloidbildern und ihrem unwiderstehlichen magnetischen Glühen auch ein paar Tränen nach.“
Ganz ablehnend zeigt sich Evolver: „Nein, das sind gar keine echten Kaninchen, sondern Menschen in Kaninchenkostümen. […] Daß ‚Inland Empire‘ an einem Tick zuviel Arthaus krankt, begreift man als Zuschauer schon nach drei Minuten. Aber da hat man leider noch […] drei Stunden vor sich“.

## Entstehung
Inland Empire wurde von Lynch als sogenannter „Patchwork-Film“ gedreht, d. h. ohne Drehbuch, wobei die Schauspieler vom Regisseur jeweils nur die aktuell zu drehende Szene bekannt gegeben bekamen, die er direkt davor erst geschrieben hatte, so dass ihnen der Plot des Films sowie die Zusammenhänge mit anderen Szenen nicht bekannt waren. Erst im Laufe der Dreharbeiten begann Lynch, aus den Szenen eine Handlung zu entwickeln. David Lynch sagte, er wolle mit Inland Empire einen Weg aufzeigen, wie „big pictures“ zukünftig gedreht werden könnten. Im Interview mit der Süddeutschen Zeitung sagte Lynch weiter: „Das Licht in L. A. ist so inspirierend! Das Licht hat damals alle vom Süden nach L. A. gelockt! Als ich mich mit Laura Dern über einen neuen Film unterhalten habe, sagte sie mir, ihr Mann Ben Harper komme aus dem ‚Inland Empire‘. Ich weiß nicht mehr, wann, aber ich sagte: Das ist der Titel für meinen nächsten Film, über den ich damals nichts wusste. Und dann: Meine Eltern haben eine Berghütte in Montana. Mein Bruder hat da eines Tages geputzt und hinterm Schrank ein altes Zeichenbuch gefunden. Es war mein altes Zeichenbuch, aus der Zeit, als ich fünf Jahre alt war. Das erste Bild ist eine Landschaftsansicht von Spokane, darunter steht: ‚Inland Empire‘. Also dachte ich, ich bin auf dem richtigen Weg.“
Die Dreharbeiten fanden in Łódź, Polen und in Los Angeles, Kalifornien, USA statt. In Venedig dankte Lynch den europäischen Unterstützern seines Films und sagte, nirgendwo anders als in Europa sei es für ihn möglich, Filme genau so zu machen, wie er sie sich vorstelle. Die Dreharbeiten nahmen einen Zeitraum von mehr als zwei Jahren in Anspruch,  was bedeutet, dass „nebenbei“ gedreht wurde.
Georg Seeßlen gibt in „Epd Film“ 4/2007 S. 23 sogar an, David Lynch habe Inland Empire „selber finanziert, mit ein wenig Hilfe von Canal Plus.“
Der Film wurde ausschließlich auf Digital Video (DV) mit auch für den Heimbereich erschwinglichen DSR-PD150 Kameras von Sony gedreht.

## Sonstiges
In der deutschsprachigen Kinoversion wurden sämtliche Dialoge der Originalfassung, die vom Regisseur dort bewusst in polnischer Sprache belassen und auch nicht untertitelt wurden, ins Deutsche übersetzt.
Am 15. November 2006 saß David Lynch unter Hinnahme von einigen Verkehrsbeeinträchtigungen neben einer echten, lebenden Kuh auf dem Sunset Blvd., um damit für eine eventuelle Oscarnominierung für Laura Dern und ihre „unglaubliche Schauspielkunst“ zu werben. Die Aktion blieb unberücksichtigt.

## Auszeichnungen
- Bei den Filmfestspielen von Venedig 2006 erhielt David Lynch den „Future Film Festival Digital Award“.
- Der Film wurde bei den Independent Spirit Awards 2007 mit einem Sonderpreis ausgezeichnet.
- Die Filmbewertungsstelle Wiesbaden vergab das „Prädikat besonders wertvoll“.[16]